# Das Wohltemperierte Klavier
Das Wohltemperierte Klavier (BWV 846–893) er en samling af præludier og fugaer i to dele, skrevet af J.S. Bach, færdiggjort i hhv. 1722 og 1740/42. Samlingerne indeholder stykker i alle dur- og moltonearter.
| Musik | Spire Denne musikartikel er en spire som bør udbygges. Du er velkommen til at hjælpe Wikipedia ved at udvide den. |